# Sitobion dismilaceti
Sitobion dismilaceti är en insektsart. Sitobion dismilaceti ingår i släktet Sitobion och familjen långrörsbladlöss. Inga underarter finns listade i Catalogue of Life.